# Araneus compsus
Araneus compsus is een spinnensoort uit de familie van de wielwebspinnen (Araneidae).
De wetenschappelijke naam van de soort werd in 1948 als Neosconella compsa gepubliceerd door Benedicto Abílio Monteiro Soares & Hélio Ferraz de Almeida Camargo.